# 하우스 오브 더 데드 (비디오 게임)
하우스 오브 더 데드(The House of the Dead)는 1996년 세가 AM1에서 개발하고 세가에서 출시한 공포 테마의 경총 슈팅 아케이드 게임이다. 더 하우스 오브 더 데드 시리즈의 첫 번째 게임이다. 플레이어는 미친 과학자인 쿠리엔 박사의 위험하고 비인도적인 실험의 산물에 맞서 싸우기 위해 요원 토머스 로건과 "G"의 역할을 맡는다.
이 게임은 세가 모델 2 아케이드 하드웨어에서 1년 넘게 개발되었다. 성인 관객을 대상으로 하는 AM1은 서부 공포 영화에서 영감을 받은 스토리와 분위기를 고안했다. 상세한 환경, 비선형 레벨 디자인, 잔혹한 미학에 대한 AM1의 계획은 모델 2 하드웨어 및 기타 요인으로 인해 어려움을 겪었고 종종 제한을 받았다.
하우스 오브 더 데드는 비평가들로부터 호평을 받았다. 레지던트 이블과 함께 좀비 비디오 게임을 대중화하고 1990년대 후반부터 좀비를 더 폭넓은 대중문화에서 다시 대중화한 공로를 인정받아 2000년대 좀비 영화에 대한 관심이 다시 불러일으켰다. 이 게임은 또한 2000년대 좀비 영화와 비디오 게임에서 인기를 끌었던 빠르게 달리는 좀비를 도입한 것으로도 평가되었다.
이 게임의 리메이크는 메가픽셀 스튜디오(MegaPixel Studio)에서 개발되었으며 포에버 엔터테인먼트(Forever Entertainment)에서 2022년 4월 Nintendo Switch, PlayStation 4, Stadia, Windows 및 Xbox One용으로, 2022년 9월 Xbox Series X/S용, 2023년 1월 PlayStation 5용으로 출시되었다.